# Auffreville-Brasseuil
Auffreville-Brasseuil – miejscowość i gmina we Francji, w regionie Île-de-France, w departamencie Yvelines.
Według danych na rok 2006 gminę zamieszkiwało 599 osób, a gęstość zaludnienia wynosiła 252,74 osób/km². Wśród 1287 gmin regionu Île-de-France Auffreville-Brasseuil plasuje się na 851. miejscu pod względem powierzchni. 